# Callicoon (hrabstwo Sullivan)
Callicoon – jednostka osadnicza w Stanach Zjednoczonych, w stanie Nowy Jork, w hrabstwie Sullivan.